# Клаузула
Клаузула в стихосложението е групата срички в края на римуван стих, които определят типа на римата. В зависимост от това къде пада ударението в клаузулата, римите се делят на мъжки, женски, дактилни и хипердактилни:
- при мъжката рима е акцентувана последната сричка от стиха,
- при женската рима ударението е върху предпоследната сричка,
- при дактилната рима акцентът пада на две срички от края на стиха,
- при хипердактилната рима след последната ударена сричка следват три или повече неударени.